# Vrtba (Burgruine)
Die Ruine der Burg Vrtba (tschechisch: Zřícenina Vrtba oder auch Hrad Vrtba) ist eine abgegangene Höhenburg auf einem kegelförmigen und mit stämmigen Buchen und Eichen bewachsenen Hügel unmittelbar südlich des Ortsteils Vrtbo der Gemeinde Horní Bělá (Ober Biela) im Bezirk Pilsen-Nord etwa 17 km nördlich von Pilsen in Tschechien. Der kleine Ort Vrtbo unterhalb der Burg hieß ursprünglich ebenfalls Vrtba.

## Geschichte
Die Burg wurde in den Jahren 1313 bis 1316 erbaut. Sie war die Stammburg der Herren und späteren Grafen von Vrtba. Im Jahre 1511 war sie im Besitz der Herren von Rabštejn (auf der Burg Rabštejn nad Střelou bei Manětín) und nach 1538 in dem von Sebastian Markvart Hradek.  Sie war bis 1555 bewohnt und wurde dann aufgegeben. Im Jahre 1659 ist nur noch ein Burghof erwähnt, der von steinernen Resten der einstigen Burgmauer umgeben war. Sie scheint in den Hussitenkriegen nicht zerstört worden zu sein. Heute sind nur noch Gräben und Mauerreste zu sehen.

## Anlage
Die Burg hatte die Form eines unregelmäßigen Fünfecks mit abgerundeten Ecken. Sie war umgeben von einem noch gut sichtbaren Burggraben, der teilweise in den Fels gehauen war, und einer hohen Mauer. Der Zugang zur Burg befand sich wahrscheinlich an der Nordseite, wo vermutlich eine Zugbrücke über den Graben führte. Mauerreste befinden sich noch in der südöstlichen Ecke und deuten die Ausmaße und inneren Dimensionen von zwei gemauerten Gebäuden an.